# Черемухин
Черемухин (псевдоним на Христо Михов Христов) е български писател хуморист и сатирик. Черемухин има силно присъствие и влияние в артистичните среди на София.

## Биография
Роден е на 17 март 1930 г. в Раковец, Провадийско. През 1955 г. той завършва журналистика в Софийския държавен университет.
Черемухин работи като редактор във вестниците „Вечерни новини“, „Труд“ (1958 г.), „Народна младеж“ (1959-1961 г.) и „Поглед“ (1962-1966 г.), а също и в агенция София прес (80-те години на ХХ в.).
От 1967 г. е редактор във в-к „Стършел“ и завежда културния отдел в изданието. Първата си хумористична творба печата през 1951 г. във в-к „Стършел“.
Автор е на сценария на кинокомедията „Кит“ (1967 г.).
Умира на 22 декември 2003 г.